# Claude van Lannoy

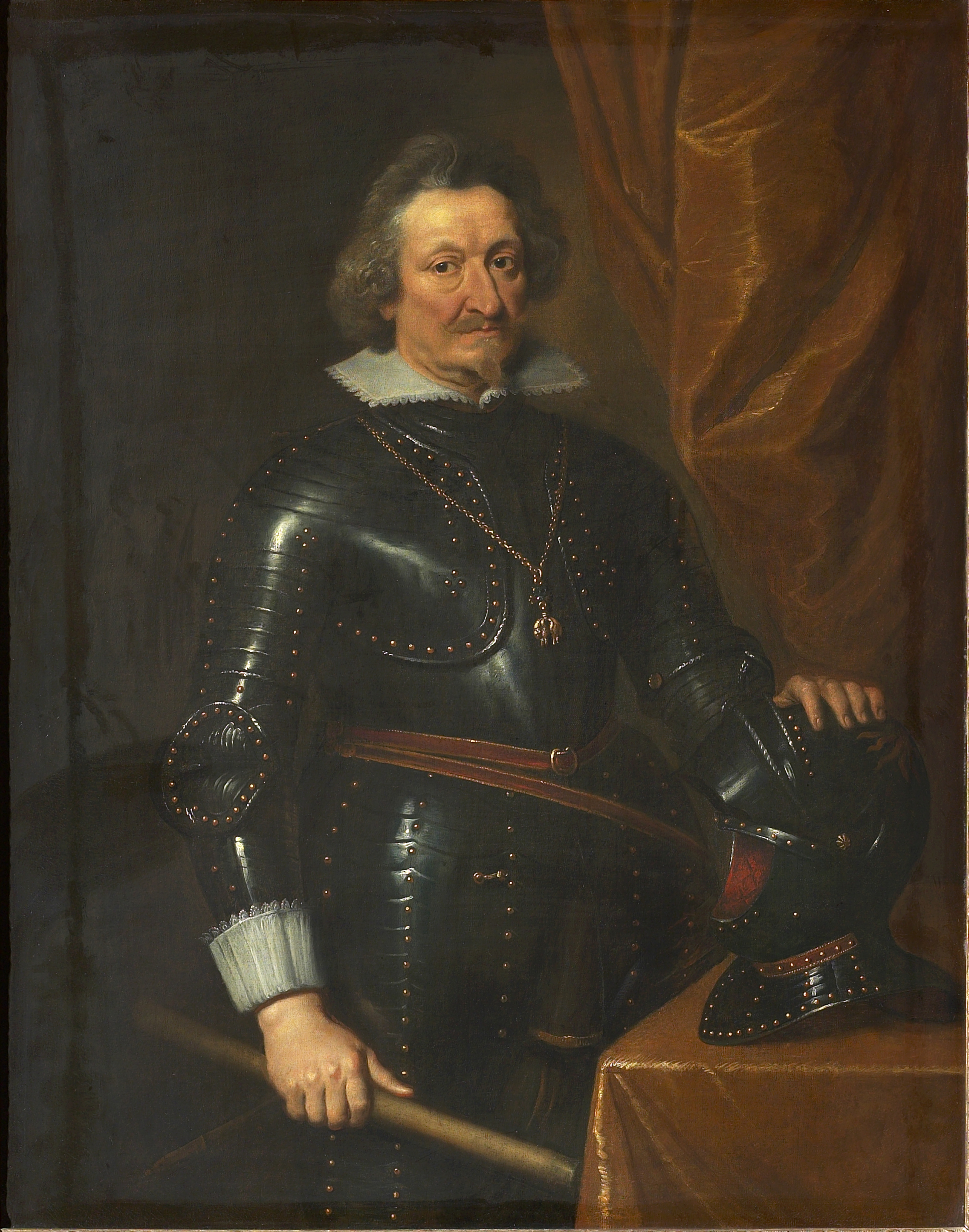
Portret Claude de Lannoy in het Musée Groesbeeck de Croix in Namen

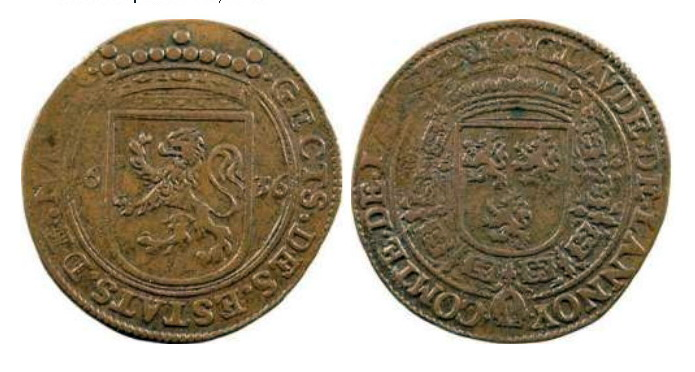
Koperen munt met wapen Claude de Lannoy (Namen, 1636)

Claude de Lannoy (Lannoy?, 1578 - Namen?, 22 januari 1643), graaf van La Motterie, was een belangrijk edelman, militair en diplomaat in de Tachtigjarige Oorlog. Hij was onder andere maestro del campo general in het Spaanse leger, lid van de krijgsraad en militair gouverneur van Maastricht, Luxemburg en Namen. De Lannoy was ridder van de Orde van het Gulden Vlies.

## Levensloop

### Afstamming
Claude de Lannoy was een telg uit het illustere Zuid-Nederlandse geslacht De Lannoy. Andere bekende leden van dit geslacht waren Jan III van Lannoy, Charles de Lannoy en Anna van Egmont, de eerste echtgenote van Willem de Zwijger. Philippe de Lannoy, hofmaarschalk van koning Albert I van België en Stéphanie de Lannoy, de vrouw van erfgroothertog Willem van Luxemburg, stammen eveneens uit deze familie. Bij het begin van de Tachtigjarige Oorlog bleven de Lannoys katholiek en trouw aan de Spaanse kroon.
Claude werd waarschijnlijk geboren op het familiekasteel in Lannoy en was de zoon van Jacques de Lannoy en Susanne de Noyelles. In 1611 trad hij te Grevelingen in het huwelijk met Marie Françoise le Vasseur, met wie hij één zoon kreeg: Philippe de Lannoy, graaf van La Motterie, die ook enkele andere titels van zijn vader erfde. Na de dood van zijn eerste vrouw trouwde Lannoy in 1617 met Claudine d'Eltz, barones van Clervaux en was daarmee de stamvader van de Luxemburgse lijn Lannoy-Clervaux. Het echtpaar kreeg twee kinderen: Albert de Lannoy, baron van Clervaux, en Madeleine-Thérèse de Lannoy.
| Voorouders van Claude van Lannoy | Voorouders van Claude van Lannoy                                        | Voorouders van Claude van Lannoy                                        | Voorouders van Claude van Lannoy                                   | Voorouders van Claude van Lannoy                                   | Voorouders van Claude van Lannoy                                   | Voorouders van Claude van Lannoy                                   | Voorouders van Claude van Lannoy                                   | Voorouders van Claude van Lannoy                                   |
| -------------------------------- | ----------------------------------------------------------------------- | ----------------------------------------------------------------------- | ------------------------------------------------------------------ | ------------------------------------------------------------------ | ------------------------------------------------------------------ | ------------------------------------------------------------------ | ------------------------------------------------------------------ | ------------------------------------------------------------------ |
| Overgrootouders                  | Anthonie II van Lannoy (1450-1522) ∞ Jacqueline du Bois de Hove (1460-) | Anthonie II van Lannoy (1450-1522) ∞ Jacqueline du Bois de Hove (1460-) | Jacob van Ongnies (1485-1525) ∞ Anna Prant van Blaesvelt (1490-)   | Jacob van Ongnies (1485-1525) ∞ Anna Prant van Blaesvelt (1490-)   | Philips II van Noyelles (1470-) ∞ Isabelle van Luxemburg (1485-)   | Philips II van Noyelles (1470-) ∞ Isabelle van Luxemburg (1485-)   | Jacob van Lille (1485-1528) ∞ Jacqueline van Ligne (1490-)         | Jacob van Lille (1485-1528) ∞ Jacqueline van Ligne (1490-)         |
| Grootouders                      | Lodewijk van Lannoy (1485-1565) ∞ Michelle van Ongnies (1510-1579)      | Lodewijk van Lannoy (1485-1565) ∞ Michelle van Ongnies (1510-1579)      | Lodewijk van Lannoy (1485-1565) ∞ Michelle van Ongnies (1510-1579) | Lodewijk van Lannoy (1485-1565) ∞ Michelle van Ongnies (1510-1579) | Adriaan van Noyelles (1510-1578) ∞ Francesca van Lille (1515-1589) | Adriaan van Noyelles (1510-1578) ∞ Francesca van Lille (1515-1589) | Adriaan van Noyelles (1510-1578) ∞ Francesca van Lille (1515-1589) | Adriaan van Noyelles (1510-1578) ∞ Francesca van Lille (1515-1589) |
| Ouders                           | Jacques de Lannoy (1535-1587) ∞ Susanne de Noyelles (1550-1590)         | Jacques de Lannoy (1535-1587) ∞ Susanne de Noyelles (1550-1590)         | Jacques de Lannoy (1535-1587) ∞ Susanne de Noyelles (1550-1590)    | Jacques de Lannoy (1535-1587) ∞ Susanne de Noyelles (1550-1590)    | Jacques de Lannoy (1535-1587) ∞ Susanne de Noyelles (1550-1590)    | Jacques de Lannoy (1535-1587) ∞ Susanne de Noyelles (1550-1590)    | Jacques de Lannoy (1535-1587) ∞ Susanne de Noyelles (1550-1590)    | Jacques de Lannoy (1535-1587) ∞ Susanne de Noyelles (1550-1590)    |
| Claude van Lannoy (1578-1643)    |                                                                         |                                                                         |                                                                    |                                                                    |                                                                    |                                                                    |                                                                    |                                                                    |

### Militaire loopbaan
In 1595 nam hij dienst in het leger van Filips II van Spanje als soldat gentilhomme (edelman) in een infanterieregiment. In hetzelfde jaar werd hij kapitein van een Waalse compagnie van 200 man, waarmee hij van 1595-98 deelnam aan diverse veldslagen tegen Frankrijk. Bij de Slag bij Nieuwpoort in 1600 werd hij gevangengenomen en was negen maanden lang krijgsgevangene in de Noordelijke Nederlanden.
Bij het ruim drie jaar durende Beleg van Oostende bevond Lannoy zich in het gevolg van de landvoogd, aartshertog Albrecht van Oostenrijk, van wie hij op 1 september 1601 de opdracht kreeg, om met graaf Croÿ-Solre Hendrik IV van Frankrijk te Calais te gaan verwelkomen. Op 6 april 1602 werd hij bevorderd tot sergeant-majoor van een legereenheid Waalse infanterie. Tegen het einde van dat jaar werd hij met een korps van 1300 man naar Sluis gezonden, dat door Staatse troepen belegerd werd. In 1605 was hij met een compagnie lansiers betrokken bij de inname van Wachtendonk door het leger van Spinola. In 1606 nam hij deel aan het Beleg van Rijnberk, waarbij hij zich zeer onderscheidde. In oktober van dat jaar, na de dood van Felipe de Torres, nam hij de leiding op zich van een deel van het zogenaamde Leger van Vlaanderen (voornamelijke bestaande uit Waalse huurlingen), waarmee hij tot 1609 (begin Twaalfjarig Bestand) veldtochten tegen de Staatsen ondernam.
Op 9 februari 1611 werd hij benoemd tot lid van de krijgsraad; daarnaast werd hij benoemd tot commandant van de vestingen Lingen en Geldern. Op 14 april 1616 werd hij benoemd tot militair gouverneur van Maastricht als opvolger van Antonius van Grenet van Werp; op 18 april werd hij te Brussel beëdigd en op 21 juni te Maastricht.
Tijdens het Twaalfjarig Bestand had Lannoy het commando over een legereenheid uit de Nederlanden, dat op verzoek van Filips III van Spanje naar Barcelona was gezonden. Op zijn terugtocht kreeg hij de opdracht Spinola te ondersteunen bij diens veldtocht in de Palts. In augustus 1620 raakte Spinola gewond, terwijl Lannoy, inmiddels tot maestro del campo general bevorderd, met het Spaanse Leger van Vlaanderen de Paltische gebieden op de linker Rijnoever bezette en naar Keulen optrok; hem kwam de eer van deze veldtocht toe.
Hij bleef nu enkele maanden te Maastricht, waarna hij op last van de aartshertog enkele diplomatieke missies verrichtte bij de bevelhebbers van de keizerlijke troepen Wallenstein en Tilly. Bij diploma van 26 maart 1628 kreeg hij van koning Filips IV van Spanje de titel van graaf; zijn goed La Motterie nabij Moeskroen werd tot graafschap verheven. Op 11 mei 1628 legde hij de grafelijke eed af bij de landvoogdes Isabella van Spanje. Verder was hij (via zijn tweede vrouw) baron van Clervaux en Ennery en heer van Bletange, Wolmerange, enz.
In 1632 nam hij onder Don Gonzalo Fernandez opnieuw deel aan een veldtocht in Duitsland, waardoor hij niet tegenwoordig was bij het Beleg van Maastricht (1632) door Frederik Hendrik, waarbij de stad definitief voor Spanje verloren ging. In mei 1634 werd hij benoemd tot tijdelijk gouverneur (vanaf 1641 gouverneur), kapitein-generaal en groot-baljuw van het graafschap Namen. In januari 1638 werd hij benoemd tot gouverneur van het hertogdom Luxemburg, waarop hij in hetzelfde jaar ridder van de Orde van het Gulden Vlies werd. Hij was daarmee de 15e (en tevens de laatste) Lannoy die deze grote eer te beurt viel.
Claude de Lannoy overleed in 1643 in Namen en werd begraven in de kerk van het Recollectenklooster te Troisvierges, de geboorteplaats van zijn tweede echtgenote.

## Nalatenschap

La Motterie in 1632

In Maastricht bewoonde Lannoy sinds 1624 een buitengoed langs de Maas, even ten zuiden van de stad. Het kasteel, dat daarvoor eigendom was geweest van de familie Van Aken, kreeg de naam La Motterie. Op een kaart van het beleg van 1632 werd het omschreven als "Gubernators Lusthaus". Tijdens de belegering door de troepen van Lodewijk XIV van Frankrijk in 1673 werd La Motterie opgeblazen, omdat het in het schootsveld van de vesting Maastricht lag. Later werd het weer opgebouwd en in de vestingwerken opgenomen. Eind 19e eeuw bouwde de fabrikant Léon Lhoest op deze plek een nog bestaande villa.
In 1634 gaf Claude de Lannoy opdracht voor een ingrijpende verbouwing van het kasteel van Clervaux in het hertogdom Luxemburg. Vooral de ridderzaal in renaissancestijl is bijzonder met een mix van Vlaamse en Spaanse invloeden.